# Droits de l'homme en Angola
Les droits de l'homme en Angola sont protégés par la constitution, néanmoins l'Angola est depuis longtemps sévèrement critiqué pour son bilan en la matière. Un rapport de 2012 du département d'État américain déclare : « Les trois violations des droits de l'homme les plus importantes [en 2012] sont la corruption officielle et l'impunité ; les limites des libertés de réunion, d'association, d'expression et de la presse ; et les châtiments cruels et excessifs, y compris des cas signalés de torture et de passages à tabac ainsi que d'homicides illégaux par la police et d'autres membres du personnel de sécurité. D'autres atteintes aux droits humains comprennent : des conditions de détention difficiles et potentiellement mortelles ; des arrestation et détention arbitraires ; longue détention provisoire; l'impunité pour les auteurs d'atteintes aux droits humains ; l'absence de procédure judiciaire et l'inefficacité judiciaire ; les atteintes au droit à la vie privée des citoyens et les expulsions forcées sans indemnisation ; les restrictions imposées aux organisations non gouvernementales ; discrimination et violence à l'égard des femmes; abus d'enfants; traite des personnes; la discrimination à l'égard des personnes handicapées, des peuples autochtones et des personnes vivant avec le VIH/sida ; les limites des droits des travailleurs; et le travail forcé" . En 2022, Freedom House a classé l'Angola "non libre" .

## Contexte historique
Ancienne colonie portugaise, l'Angola a mené une guerre d'indépendance qui a duré de 1961 à 1975.
Après l'accession à l'indépendance de l'Angola en 1975, le pays a presque immédiatement plongé dans une guerre civile entre le Mouvement populaire de libération de l'Angola (MPLA), soutenu par l'Union soviétique et Cuba, et l'Union nationale pour l'indépendance totale de l'Angola (UNITA), soutenu par les États-Unis et l'Afrique du Sud ; le conflit est maintenant considéré comme l'une des principales guerres par procuration de la guerre froide. Le MPLA et l'UNITA ont utilisé des enfants soldats. La guerre, qui s'est terminée en 2002 par la victoire du MPLA, a entraîné une crise humanitaire dans le pays ; en 2003, 80 % des Angolais n'avaient pas accès aux soins médicaux de base et 60 % n'avaient pas d'eau. Selon Freedom House, la guerre civile angolaise « a fait environ un million de morts, déplacé plus de quatre millions de personnes et forcé plus d'un demi-million à fuir vers les pays voisins. De nombreuses personnes réinstallées sont restées sans terre, sans ressources de base, ni même sans papiers d'identité. Le processus de réinstallation a été ralenti par la présence d'environ 500 000 mines antipersonnel et d'infrastructures détruites par la guerre. Les élections législatives, maintes fois repoussées depuis 1997, se sont finalement tenues en septembre 2008 ».

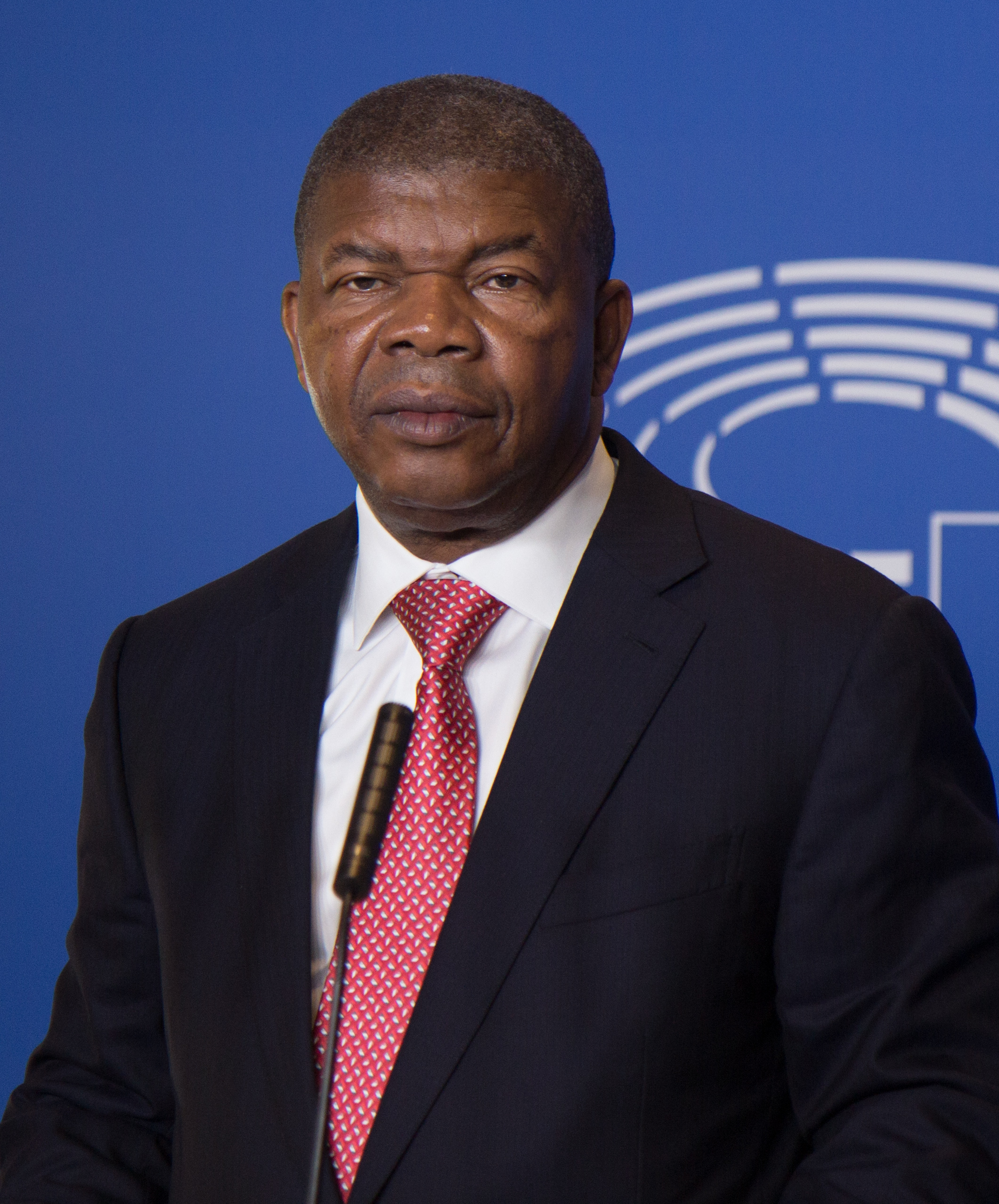
João Lourenço

L'Angola, officiellement une république constitutionnelle, est dirigée par le MPLA depuis 1975, le poste de président étant actuellement occupé par João Lourenço depuis 2017. Un article d'octobre 2010 dans The Guardian suggérait que « le pétrole, les diamants et les mines antipersonnel ne sont que trois indices pour comprendre le pays - auxquels pourraient s'ajouter la pauvreté, la répression et la poliomyélite... C'est aujourd'hui l'un des plus grands producteurs de pétrole d'Afrique, mais il reste l'un des pays les plus pauvres du monde ». Avant Lourenço, le président angolais était José Eduardo dos Santos, qui a occupé ce poste pendant 38 ans entre 1979 et 2017. Après la chute de Mouammar Kadhafi en Libye en 2011, dos Santos est devenu le dirigeant le plus ancien d'Afrique ; il a depuis été dépassé par Teodoro Obiang Nguema Mbasogo de Guinée équatoriale. En 2010, dos Santos a présenté une nouvelle constitution qui a aboli l'élection présidentielle directe et éliminé le poste de Premier ministre, renforçant encore sa position. Bien que la nouvelle constitution contienne un langage fort sur la protection de la liberté d'expression, d'association et de réunion, Raul Danda du parti d'opposition UNITA l'a qualifiée de « complète fraude » et a déclaré que ses collègues membres du parti portaient du noir « parce que c'est comme aller au cimetière pour enterrer la démocratie »,.

## Droits fondamentaux
non-discrimination
Alors que la constitution et la loi de l'Angola interdisent la discrimination fondée sur la race, le sexe, la religion, le handicap, la langue ou le statut social, le gouvernement n'applique pas efficacement ces interdictions.
liberté d'expression
En 2012, Human Rights Watch a rapporté que « bien que la constitution angolaise de 2010 garantisse les droits à la liberté d'expression, de réunion pacifique et à la liberté des médias, le gouvernement a de plus en plus limité l'exercice de ces droits ». Un rapport de 2011 du département d'État américain a noté que le gouvernement angolais était soupçonné de se livrer à une surveillance illégale des journalistes, des opposants au gouvernement et d'autres, que des journalistes dans le pays sont arrêtés, harcelés et accusés de diffamation, et que certains journalistes ont été victimes de coups de feu, de coups de couteau, de vandalisme et de cambriolage. Cela a conduit de nombreux journalistes à s'autocensurer, les entreprises étant contraintes de retirer la publicité des médias critiques contre le gouvernement, avec peu de médias indépendants en dehors de Luanda.
Selon Human Rights Watch, le gouvernement « a approuvé une législation restrictive, a traîné des pieds pour autoriser les stations de radio privées et communautaires à opérer à l'intérieur de l'Angola, a censuré les médias publics, a cherché à contrôler les médias privés existants, a poursuivi et intimidé des journalistes indépendants et des militants civiques ».
droit à la vie
En 2009, les forces angolaises « ont arbitrairement tué 61 personnes ». L'usage excessif de la force par la police entraîne régulièrement des décès. Dans plusieurs cas rien qu'en 2011, Amnesty International a signalé que « des policiers qui n'étaient pas en service étaient accusés d'avoir tiré et tué des individus », et la plupart des accusés « n'avaient pas été traduits en justice à la fin de l'année ». Human Rights Watch a noté en 2012 que dos Santos avait « fait face à une vague de critiques sans précédent » en 2011, avec des manifestations antigouvernementales croissantes « inspirées par les mouvements pro-démocratie du printemps arabe », auxquelles les autorités avaient répondu en utilisant « recours à une force excessive » et en « réduisant la couverture médiatique des manifestations ».
droit de manifester
Human Rights Watch a rapporté en juillet 2012 que le gouvernement angolais « ciblait les organisateurs de manifestations pour des arrestations et des détentions arbitraires en réponse à l'augmentation des manifestations critiquant le gouvernement ou ses politiques ». L'Angola avait été le théâtre de « manifestations publiques sans précédent depuis 2011 » de jeunes et d'anciens combattants, les premiers réclamant « des réformes sociales et la démission du président José Eduardo dos Santos » et les seconds réclamant « des prestations sociales attendues depuis longtemps ». Les autorités ont répondu aux manifestations de jeunes « par des répressions de plus en plus violentes, malgré leur faible ampleur, et ont arrêté de nombreux leaders de la jeunesse, des journalistes et des leaders de l'opposition ». L'une des manifestations des vétérans, qui avait « pris de l'ampleur depuis juin », a été dispersée par des gaz lacrymogènes et des coups de feu, et plus de 50 vétérans ont été emprisonnés, ainsi qu'un chef de la commission des plaintes des vétérans. En septembre 2011, selon Amnesty International, le gouvernement provincial de Luanda « a publié un arrêté indiquant les zones pouvant être utilisées pour des rassemblements et des manifestations. Il excluait la place de l'Indépendance, où la majorité des manifestations anti-gouvernementales avaient eu lieu au cours de l'année ».
En 2012, Human Rights Watch a accusé le gouvernement angolais de « nombreux incidents de violence politique, d'intimidation de manifestants et de répression de manifestations pacifiques » à l'approche des élections législatives de 2012. Le rapport décrit une « répression des manifestations pacifiques et des médias » et « une augmentation des incidents de violence politique et d'intimidation ». Les incidents de violence politique contre « des journalistes, des militants de la société civile et d'autres personnes cherchant à exprimer leurs opinions ou à critiquer le gouvernement du président José Eduardo dos Santos » avaient augmenté, la police et les agents de sécurité en civil avaient « dispersé par la force des manifestations antigouvernementales, en battant et en arrêtant des manifestants pacifiques, des organisateurs et des politiciens de l'opposition, et en faisant obstruction et en intimidant des journalistes », et les médias dirigés par le gouvernement avaient « cherché à contraindre les militants en détention à faire des remarques incriminantes sur les partis d'opposition ».
accès à Internet
Selon l'Union internationale des télécommunications, environ 15 % des Angolais utilisaient Internet en 2011.
droit de réunion
Le droit de réunion est garanti par la constitution angolaise, bien qu'en réalité les manifestations soient fréquemment perturbées par la police. Les autorités doivent être informées à l'avance des rassemblements publics, mais une autorisation officielle n'est pas nécessaire, bien que certains rassemblements aient ensuite été interdits par le gouvernement. Les rassemblements de détracteurs du régime sont systématiquement interdits ou étroitement surveillés par la police, les intervenants lors de tels événements étant passibles de sanctions pour des propos critiques à l'égard des autorités. Selon Human Rights Watch, il y a eu ces dernières années un recours croissant à « la force inutile contre des manifestants et des organisateurs pacifiques ».
droits humains
En 2012, le gouvernement a autorisé les organisations non gouvernementales (ONG) locales à s'engager dans des activités liées aux droits humains. Cependant, de nombreuses ONG ont été contraintes de limiter leur travail en raison de problèmes d'enregistrement, d'intimidation, de harcèlement et de fermeture par les forces gouvernementales.
liberté de conscience et de religion
La constitution angolaise définit le pays comme laïque dans lequel l'Église et l'État sont séparés et garantit la liberté de conscience et de religion. Les groupes religieux doivent demander aux ministères de la justice et de la culture des licences ; en vertu de la loi de 2004 sur la religion, ces groupes doivent compter au moins 100 000 membres et des adhérents dans au moins 12 des 18 provinces angolaises pour être reconnus. L'islam n'est pas reconnu et le gouvernement a fermé des mosquées ainsi que des centres et des écoles islamiques. Au total, 83 groupes sont officiellement reconnus, tandis que des milliers de groupes opèrent illégalement. Selon un rapport du département d'État américain de 2012 sur la liberté des religions, les agences gouvernementales angolaises et les groupes de la société civile ont connu un succès considérable dans leurs efforts conjoints pour surmonter les activités religieuses indigènes telles que les sacrifices d'animaux, le chamanisme et l'exorcisme, qui impliquent négligence et abus.
la liberté de mouvement
La constitution et la loi angolaises autorisent techniquement[Comment ?] la liberté de mouvement à l'intérieur du pays, la liberté de voyager à l'étranger et la liberté de se déplacer à l'étranger et de rapatrier. Cependant, les voyages intérieurs sont compliqués par des points de contrôle où les voyageurs sont victimes de harcèlement et d'extorsion de la part des autorités, tandis que les voyages internationaux sont compliqués par un « système rigide de visas d'entrée et de sortie »,.
état de droit
La corruption (en) est illégale mais endémique au sein du gouvernement et des entreprises angolaises ; il est rarement poursuivi. L'extorsion est répandue, tout comme la corruption de fonctionnaires par des entreprises. Les premières élections d'après-guerre ont eu lieu en 2008 et ont été considérées comme généralement justes, bien que le contrôle des médias par le gouvernement lui ait donné un fort avantage par rapport à l'opposition. Le président et son Conseil des ministres ont des pouvoirs étendus, le conseil, au nom du président, exerçant à la fois des fonctions exécutives et législatives. Les lois sont généralement rédigées par le président et le Conseil et soumises à l'Assemblée nationale élue pour ce qui est essentiellement une approbation automatique. En novembre 2011, des membres de l'UNITA « ont quitté un débat parlementaire sur le nouveau paquet législatif électoral pour les élections générales de 2012 », se plaignant qu'il « contenait des dispositions inconstitutionnelles ». En 2012, le Centre pour les droits de l'homme de l'université de Pretoria s'est dit préoccupé par les violations des droits de l'homme en Angola « en particulier depuis que David Mendes (en) a déclaré que son parti politique se présenterait contre le parti du président sortant, Jose Eduardo dos Santos, lors des prochaines élections nationales qui se tiendront dans le courant de 2012 ». À la suite de la déclaration de candidature de Mendes, il a déclaré avoir reçu des menaces de mort et que ses biens et ceux de l'organisation de défense des droits humains Mãos Livres et du Partido Popular ont été vandalisés. Les menaces de mort se sont intensifiées après qu'il a déposé une plainte auprès du bureau des procureurs généraux contre le président sortant l'accusant de détournement de fonds publics.
propriété foncière
En Angola, la propriété foncière a longtemps été une question ambiguë, et la constitution de 2010 a résolu cette question en déclarant que toutes les terres appartiennent à l'État. Le gouvernement utilise fréquemment ses droits universels de propriété foncière pour saisir et détruire des maisons privées, parfois plusieurs milliers à la fois, sans indemniser équitablement les propriétaires. Lors d'un de ces incidents en 2010, sept personnes ont été tuées, dont un enfant. Un rapport d' Amnesty International de 2012 a noté que de telles «expulsions forcées» avaient toujours lieu, «bien qu'à une échelle moindre que les années précédentes, et que des milliers de personnes risquaient toujours d'être expulsées de force». Des milliers de familles précédemment expulsées n'ont toujours pas été indemnisées par le gouvernement. L'un des incidents d'expulsion de 2011 a impliqué 40 familles à Luanda dont les terres ont été vendues par le gouvernement à une société privée. Des maisons et des biens ont été détruits et un habitant a été tué par la police sur place alors qu'il tentait d'arrêter la destruction. Les expulsions se sont poursuivies et de nombreuses familles sont restées sans abri.
De nombreuses mines terrestres restent actives en Angola en raison de la guerre civile, qui a fait 12 morts en 2010, malgré le fait que des programmes de déminage soient en cours.
droits des migrants illégaux
Lors de l'expulsion de migrants illégaux, la police est connue pour avoir commis des viols et d'autres actes de violence. Après avoir visité l'Angola en mars 2011, la Représentante spéciale du Secrétaire général des Nations unies sur les violences sexuelles dans les conflits s'est dite préoccupée par les informations persistantes faisant état de violences sexuelles contre des migrants congolais par les forces armées angolaises lors d'expulsions, bien que le ministre angolais des Affaires étrangères ait nié les accusations. En décembre 2011, le ministère des Affaires étrangères a déclaré que le gouvernement se coordonnerait avec l'ONU pour expulser les ressortissants étrangers du pays.
En mai 2012, Human Rights Watch a publié un rapport intitulé « Si vous revenez, nous vous tuerons » : violences sexuelles et autres abus contre les migrants congolais lors des expulsions d'Angola », dans lequel il décrit « un schéma alarmant de violations des droits de l'homme par des membres des forces de sécurité angolaises contre des migrants congolais. Des femmes et des filles, qui sont souvent détenues avec leurs enfants, ont été victimes d'abus sexuels, notamment de viols collectifs, d'exploitation sexuelle et ont été forcées d'être témoins d'abus sexuels sur d'autres femmes et filles. Les passages à tabac, les traitements dégradants et inhumains, les arrestations arbitraires et le déni d'une procédure régulière sont des pratiques courantes lors des rafles de migrants sans papiers et en garde à vue avant leur expulsion ».
santé
La santé en Angola est classée parmi les pires au monde et seule une partie de la population reçoit des soins médicaux, même rudimentaires.

## Droits des femmes
Selon la constitution et les lois de l'Angola, les femmes jouissent des mêmes droits que les hommes, mais la discrimination sociale est répandue, en particulier en dehors des villes, et un décret exécutif interdit aux femmes d'occuper certains emplois.
Le viol, y compris le viol conjugal, peut être puni jusqu'à huit ans de prison, mais la plupart des cas ne sont pas poursuivis en raison des ressources limitées. La violence domestique a été décrite comme "omniprésente, en particulier dans les zones urbaines" ; ce n'est qu'en juin 2011 que le parlement angolais a adopté une loi la criminalisant. La grande majorité des femmes sont victimes d'une forme de violence avant l'âge de 15 ans. Le harcèlement sexuel est également répandu et n'est pas illégal, mais peut être poursuivi comme diffamation ou agression.
Les femmes, ainsi que les personnes âgées et les enfants, sont parfois victimes de violences de la part de personnes les accusant de sorcellerie. De tels épisodes peuvent entraîner la mort. La police n'intervient pas parce qu'elle craint qu'un sort ne soit jeté contre elle. Des centaines de personnes ont également été tuées lors de rituels religieux violents.
La contraception est légale en Angola.

## Droits des personnes handicapées
La discrimination à l'égard des personnes handicapées est illégale, mais dans la pratique, elle n'est pas bien appliquée. Aucune loi ne prévoit l'accès des fauteuils roulants aux bâtiments ou d'autres protections ou services pour les personnes handicapées. Parmi les personnes handicapées en Angola figurent des dizaines de milliers de personnes blessées par des mines terrestres.
L'Angola ratifie la Convention internationale sur la protection des personnes handicapées en décembre 2012 et crée une commission interministérielle pour surveiller son application.

## Droits des peuples autochtones
Les chasseurs-cueilleurs traditionnels ont peu de liens avec la société angolaise dans son ensemble ou avec l'État angolais, bien que les gouvernements provinciaux participent aux efforts visant à améliorer les services et la communication.

## Droits LGBT
Le rapport sur les droits de l'homme de 2012 du département d'État des États-Unis conclut que,
La loi criminalise les activités homosexuelles, bien qu'aucun cas [en 2012] n'ait été signalé d'application de cette loi. Un projet de code pénal destiné à remplacer le code existant (qui a été adopté en 1886 et, avec plusieurs modifications, était en vigueur à la fin de l'année) a été adopté en 2011. Le projet de code, qui est utilisé par intermittence par le système judiciaire, reconnaît le droit aux relations homosexuelles. La constitution définit le mariage comme entre un homme et une femme. [Les organisations non gouvernementales] ... ont fait état d'une petite communauté clandestine lesbienne, gay, bisexuelle et transgenre (LGBT) à Luanda. Il y a eu des rapports isolés de couples de même sexe harcelés par leurs communautés. Aucune ONG ne défendait les droits de la communauté LGBT :pages 34–35
.
En 2019, l'Angola a décriminalisé l'homosexualité.

## Groupes de défense des droits de l'homme
Un certain nombre de groupes de défense des droits de l'homme opèrent en Angola, certains d'entre eux subissant l'ingérence et la résistance du gouvernement. En 2008, le BNUDH ferme son bureau en Angola parce que le gouvernement, qui avait promis de travailler plus étroitement avec lui, devient moins coopératif après avoir remporté un mandat au Conseil des droits de l'homme de l'ONU. En août 2011, selon Amnesty International, les autorités de l'immigration de l'aéroport Quatro de Fevereira refusent l'entrée en Angola aux délégués de diverses organisations de la société civile qui doivent assister au Forum de la société civile de la Communauté de développement de l'Afrique australe (SADC), malgré les dispositions prises. pour qu'ils reçoivent des visas à leur arrivée à l'aéroport. Deux journalistes mozambicains qui devaient couvrir le sommet se voient également refuser l'entrée, alors qu'ils ont des visas valides.

## Droits liés au VIH/SIDA
Il est illégal de discriminer les personnes vivant avec le VIH/SIDA, mais l'interdiction n'est pas appliquée. Selon une source, "les personnes vivant avec le VIH/sida sont quotidiennement confrontées à la stigmatisation". La source cite une étude de 2003 selon laquelle « si un commerçant local était connu pour être séropositif, près de la moitié de tous les jeunes (et plus des deux tiers de ceux qui n'ont aucune éducation) ont déclaré qu'ils refuseraient d'acheter de la nourriture de lui. De même, plus d'un tiers (et près des deux tiers des personnes sans instruction) refuseraient de partager un repas avec une personne séropositive" .

## Droits des salariés
Les travailleurs peuvent s'affilier à des syndicats. Tous les travailleurs non gouvernementaux peuvent faire grève, bien que des règles strictes régissent cela. Le parti au pouvoir est traditionnellement lié aux travailleurs et certains syndicats sont dirigés par le gouvernement. La négociation collective est techniquement autorisée mais est soumise en pratique à des restrictions. Le travail forcé est illégal, mais existe, de nombreux hommes et garçons étant victimes de la traite vers l'Angola pour le travail forcé dans la construction et d'autres secteurs. Les enfants de moins de 14 ans ne sont pas autorisés à travailler, mais de nombreux enfants travaillent dans des fermes familiales, comme vendeurs ambulants et à domicile. Certains enfants sont contraints de travailler comme prostitués, dans le transport ou la vente de drogue et comme coursiers internationaux. De nombreux enfants des rues mendient, effectuent des travaux tels que cireur de chaussures et lave-autos, commettent de petits délits ou sont exploités sexuellement. Le salaire minimum est bas et la plupart des gens dépendent de plusieurs emplois pour gagner leur vie. La plupart des travailleurs sont employés dans des emplois agricoles ou d'autres secteurs dans lesquels il n'y a que peu ou pas de contrôle gouvernemental sur les conditions de travail. Il existe des lois qui réglementent les conditions de travail, mais elles ne sont pas bien appliquées, même dans le secteur formel. Les droits des travailleurs sont régulièrement violés en toute impunité. Les normes de santé et de sécurité au travail sont mal appliquées, tout comme les décisions sur les violations du droit du travail.

## Droits des réfugiés et des demandeurs d'asile
La loi angolaise permet d'accorder l'asile et le statut de réfugié, et un système est en place pour protéger les réfugiés.

## Droits des personnes en état d'arrestation
Bien que la loi angolaise interdise les arrestations arbitraires, elles se produisent souvent. Les mandats sont techniquement requis, mais les arrestations sont souvent effectuées sans eux, et environ 75 % des perquisitions ont lieu sans mandat. Les autorités sont connues pour détenir des membres de la famille de criminels présumés. La constitution exige que les suspects soient rapidement traduits en justice pour déterminer la légalité de leur détention, mais cette exigence est souvent violée. Les autorités se conforment généralement à l'exigence selon laquelle les suspects doivent être informés des accusations dans les cinq jours suivant leur arrestation. Il existe un système de libération sous caution inefficace pour les délits mineurs, les responsables pénitentiaires exigeant des pots-de-vin pour libérer les détenus. En 2009, plus de 500 personnes étaient détenues illégalement. Dans les zones minières, les forces de sécurité détiennent, violent et maltraitent les immigrants illégaux et leurs familles. Des opposants politiques au régime sont également arrêtés arbitrairement. Les accusés sont techniquement autorisés à avoir des avocats et les accusés indigents ont droit à une représentation payée par le gouvernement, mais ce droit est souvent ignoré. Les suspects sont souvent soumis à de très longues périodes de détention provisoire. Au lieu d'être jugés, de nombreux suspects sont battus puis relâchés. D'autres sont détenus au-delà du délai légal.

## Droits des justiciables
Le pouvoir judiciaire a été décrit comme "en sous-effectif, inefficace, corrompu et soumis à l'influence de l'exécutif et de la politique". Les juges de la Cour suprême sont nommés par le président et sont nommés à vie. De nombreux conflits locaux dans les provinces sont réglés par des tribunaux informels qui sont gérés selon des règles tribales traditionnelles en vertu desquelles les participants ont peu de droits. Dans certaines régions, il n'y a pas de procureurs ou de magistrats, de sorte que la police locale remplit plusieurs fonctions, menant des enquêtes, poursuivant des affaires et agissant en tant que juges. Bien que les accusés aient légalement droit à un procès équitable, ils n'en bénéficient pas toujours. Il n'y a pas de jurys au sein du système judiciaire angolais. Les accusés n'ont pas le droit de confronter les accusateurs, mais la loi a le droit d'interroger les témoins à charge et de présenter leurs propres témoins, bien que ce droit ne soit pas toujours respecté. Le droit d'appel non plus.

## Droits des prisonniers
Les conditions carcérales en Angola ont été décrites comme « menaçantes pour la vie », les gardiens battant et torturant régulièrement les détenus. Parmi les problèmes figurent la surpopulation, l'insuffisance de nourriture, d'eau, de soins médicaux et d'assainissement, qui ont entraîné des décès. Au moins une prison manque d'électricité. Les gardiens volent régulièrement les détenus, exigent des pots-de-vin pour les laissez-passer du week-end et la livraison de nourriture à leurs familles, et violent les détenues. Diverses maladies graves, dont le paludisme, sont courantes et ne sont pas traitées. Dans les provinces, les mineurs coupables d'infractions mineures sont souvent emprisonnés aux côtés des adultes et maltraités à la fois par les codétenus et les gardiens. Les prisonniers jouissent de la liberté de culte et les conditions carcérales sont contrôlées par les autorités et par les organisations de défense des droits de l'homme. Il y a un ombudsman qui s'occupe de certaines questions relatives aux droits de l'homme.
Lors de la pandémie de COVID-19 de 2020-21, le ministre de l'Intérieur Eugénio César Laborinho (en) s'est inquiété de la capacité des prisons angolaises à mettre en quarantaine avec succès les nouveaux prisonniers. Malgré cela, la police a continué à détenir des détenus tout au long de la pandémie, souvent pour des délits mineurs ; en mai 2020, les chiffres de la police ont indiqué qu'au cours des dernières 24 heures, 295 personnes avaient été arrêtées pour avoir enfreint les restrictions de verrouillage.